# Impruneta
Impruneta (detta comunemente L'Imprunéta, con l'articolo; pronuncia: /l impruˈneta/) è un comune italiano di 14 287 abitanti della città metropolitana di Firenze in Toscana, celebre soprattutto per l'industria della terracotta (il cosiddetto cotto di Impruneta), per la tradizionale Fiera di S. Luca, che si svolge ogni anno alla metà di ottobre, e per la Festa dell'Uva, che si svolge ogni ultima domenica di settembre.
Le sue tradizioni risalgono all'epoca etrusca, successivamente la posizione geografica, le potenzialità del suolo e la relativa vicinanza da Firenze favorirono la nascita di un agglomerato romano.
Il santuario mariano che vi si trova è sicuramente uno dei fattori che hanno reso noto il comune. Notevole anche la piazza Buondelmonti che con i suoi loggiati della fine del Cinquecento ospita le principali feste cittadine. Il turismo svolge una parte importante nell'economia del comune.

## Geografia fisica
Il territorio di Impruneta si estende sulle colline comprese tra il torrente Ema e il fiume Greve digradando verso Firenze.
Qui la cerealicoltura si affianca, in modo promiscuo, a quella delle piante con alberi da frutto, alla viticoltura e alla olivicoltura.
- Classificazione sismica: zona 3s (sismicità)
- Classificazione climatica: zona E, 2186 GG
- Diffusività atmosferica: bassa, Ibimet CNR 2002

## Origini del nome
Sebbene la forma attuale lasci intendere una derivazione dal latino prūnus (ed esistano in Toscana località chiamate Impruneta con questa probabile origine, per esempio nel pisano), le attestazioni storiche dimostrano come il toponimo derivi invece da pīnus, «in pineta»: «S. Maria in Pineta» (1040, 1074) «S. Maria in Poneta» (1299).

## Storia
“L'Impruneta è una Comunanza di dodici piccoli Borghi, situati a pochissima distanza l'uno dall'altro, o per meglio dire, raccolti quasi in un mucchio, sopra alcuni Colli, che sorgono in quella parte del Distretto, o come lo chiamano, Contado Fiorentino, che dal Fiume che lo bagna, prende il nome di Valdigreve; distante da Firenze poco più di sei miglia, andando verso scirocco”. Così scriveva Giovan Battista Casotti nelle sue Memorie Istoriche del 1714 avvalorando l'immagine idilliaca di un “aggruppamento di piccoli borghi brevidistanti” inseriti in una cornice di boschi di pino.
Ancora alla fine dell'800 un attento osservatore della realtà toscana come lo storico Guido Carocci descrive Impruneta come “una terra ampia, popolata, elegante” circondata da “una catena di poggi pittoreschi popolati di villaggi, di case e di signorili dimore”.
Tracce di insediamenti etruschi e testimonianze archeologiche rinvenute all'Impruneta rimandano infatti ad un'origine remota del paese, così come è certa la presenza romana testimoniata dai toponimi indicanti le località di Quintole, Valiano, Fabbiolle.
Ma è in epoca medievale che si afferma il ruolo sociale e civile di Impruneta, già a capo, dopo il Mille, di una delle settantadue leghe del contado di Firenze.
Dotata di uno statuto nel 1415, era governata dal Podestà e da un consiglio formato da undici membri; la Lega, divenuta successivamente Potesteria del Galluzzo, fu divisa nel 1536 con un'ordinanza di Alessandro de' Medici in quattro quartieri: Legnaia, Santa Margherita a Montici, Giogoli e Santa Maria all'Impruneta.
La successiva trasformazione della Potesteria in Comune, che portò alla separazione sia da Legnaia che da Casellina e Torri, definì 21 popoli nella nuova comunità del Galluzzo.
Dal gennaio 1929 Impruneta è comune autonomo.
Durante la seconda guerra mondiale, nel periodo dell'occupazione tedesca e della Repubblica Sociale Italiana diverse famiglie ebree cercarono rifugio nelle campagne attorno a Firenze. A Impruneta furono almeno 11 le persone arrestate e condotte alla deportazione.

### I legami con Firenze, la fiera di San Luca, la festa dell'uva
Impruneta ha mantenuto nel tempo un forte legame con Firenze: dapprima residenza di campagna di nobili casate come Gherardini, Ricci, Rossi, Antinori, Corsini, poi luogo di villeggiatura per molte famiglie cittadine, oggi il paese e la sua campagna sono preferiti come residenza permanente grazie alla particolare posizione geografica, la facilità delle vie di comunicazione e le ottimali condizioni climatiche.
Non è un caso che all'interno delle singole imprese del cotto convivano oggi modelli di produzione tecnologicamente avanzati e antichi metodi di lavorazione. In effetti, la civiltà del cotto è fortemente legata alla tradizione e denota uno stretto rapporto con il territorio circostante e con Firenze in particolare.
Gli embrici della cupola di Santa Maria del Fiore del Brunelleschi, i materiali da costruzione delle ville medicee e di tanti palazzi signorili, le sculture dei Della Robbia rappresentano gli aspetti concreti del collegamento culturale tra il paese e la sua città.
Del resto, il vincolo con Firenze si manifestò fin dalle origini del borgo grazie al culto nato con il ritrovamento dell'Immagine della Madonna e la costruzione della chiesa in suo onore: la Pieve di Santa Maria, consacrata nel 1060 dal cardinale Umberto da Silva Candida.
“Nostra Signora dell'Impruneta – ha scritto lo storico Franco Cardini – scende in una Firenze in crisi per stendere su di essa il suo manto protettore di grande, benevola, amorosa ma terribile Signora”. Le traslazioni, che si susseguirono nel corso dei secoli, rafforzarono il rapporto tra una città in crisi per fattori politico-sociali, economici naturali – carestie, calamità, epidemie – e d'una comunità locale che all'espressione di questo culto trovava la propria unità.
Il culto mariano spingeva alla mobilitazione di un'intera comunità sotto la protezione dei Buondelmonti, la quale, arroccata nel castello di Montebuoni sulla valle della Greve, lungo la strada per Roma, esercitò il dominio sul territorio ed il protettorato sulla Pieve anche dopo il suo inurbamento, seguito alla distruzione del castello da parte dell'esercito fiorentino nel 1135.
Le vicende dell'antica famiglia – narrate anche da Dante nella Divina Commedia – richiamano i noti avvenimenti storici che divisero la città di Firenze nelle due fazioni dei Guelfi e dei Ghibellini. Per 5 secoli, attraverso eventi anche drammatici come la morte di Buondelmonte e vicende di rilievo di personaggi come i pievani Stefano e Andrea, poi Arcivescovo di Firenze, i Buondelmonti legarono la propria storia politica locale con quella fiorentina.
Se le fonti dell'epoca permettono di ricostruire la storia politica di Impruneta, non è così per quella “folla composta di pastori, guardiani, mercanti” che si muoveva con il bestiame in un flusso imponente, scandito dal ritmo delle stagioni. Che questi mercanti del bestiame passassero dall'Impruneta è comunque certo; del resto, il territorio si trovava al centro di importanti vie di comunicazione e transumanza: in primo luogo, la strada alta che attraversando il paese proseguiva per il Valdarno e la Maremma.
Le folle di viandanti e di mercanti che nel corso dei secoli sostarono nel paese favorirono la nascita di un importante mercato di bestiame, divenuto poi anche luogo di scambio di altre merci, fino ad assumere la fisionomia di una tradizionale Fiera che si ripete ogni anno.
Sebbene le sue origini non siano storicamente datate, si ritiene certo che la Fiera di San Luca, dal nome del patrono del paese, possa essere letta sia come momento di scambio commerciale, che come fenomeno di espressione religiosa per i numerosi pellegrinaggi legati al culto della Madonna.
La fama della Fiera crebbe nel tempo al punto di richiamare, dalla città e dai dintorni, folle di visitatori e non più soltanto mercanti e pellegrini, come testimoniato dalla nota incisione seicentesca di Jacques Callot e dai numerosi dipinti del Filippo Napoletano, del Brill e di tanti altri artisti minori.
La necessità di valorizzare i prodotti agricoli locali, ed il vino in particolare, favorì in tempi più recenti la nascita di un'altra manifestazione folcloristica: la Festa dell'Uva.
Nel 1926 i proprietari delle principali aziende e fattorie del paese e dei dintorni sostennero l'allestimento di carri allegorici che sfilando per le vie e le piazze del paese, presentavano scene di vita agreste.
All'interno di un clima politico e sociale che tendeva a celebrare i momenti di svago e di lavoro delle masse come esaltazione della forza e dell'ingegno dell'uomo, la Festa dell'Uva assunse ben presto importanza e notorietà, coinvolgendo nella sua realizzazione l'intero paese, suddiviso in quattro rioni.
I carri allegorici, ideati e costruiti dai rioni, vengono riproposti ancora oggi in forme molto originali e con tecniche sempre più moderne. Questa festa ha acquisito l'aspetto di una sagra paesana che, pur richiamando l'attenzione di spettatori fiorentini e suscitando notevole interesse nei turisti, resta in primo luogo fulcro di aggregazione sociale e di impegno lavorativo ed al tempo stesso ludico, per gli abitanti di Impruneta.

## Monumenti e luoghi d'interesse

### Architetture religiose

#### Santuario di Santa Maria ad Impruneta

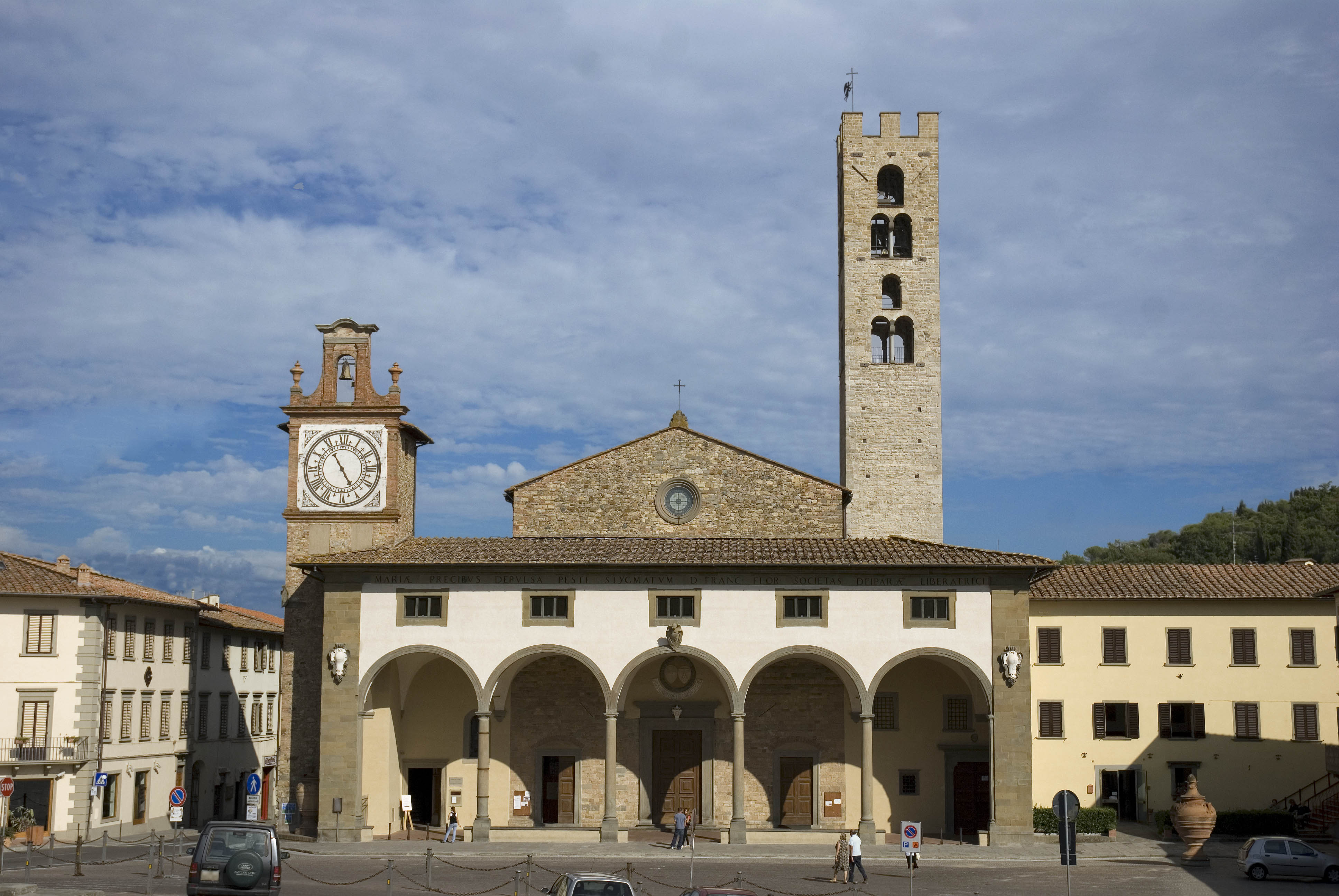
Il Santuario

Tutta la storia del paese è legata a questo santuario. Probabilmente in epoca etrusca (VI secolo a.C.) sul luogo era presente un santuario legato ad una divinità salutare. In epoca altomedievale nasce l'attuale basilica (1060 circa), in seguito al ritrovamento della sacra immagine della Madonna oggi conservata nel santuario (vedi sotto). L'edificazione del santuario fece anche nascere un gran movimento di pellegrini con conseguente sviluppo di un mercatale. Questo portò allo sviluppo di tutto l'abitato di Impruneta. A testimonianza di questi eventi sono rimasti i Loggiati del Pellegrino, situati a lato della basilica, e, come evento connotativo tradizionale, la Fiera di San Luca, rimasta per secoli una delle più importanti fiere di bestiame della Toscana, raffigurata in una famosa incisione di Jacques Callot.

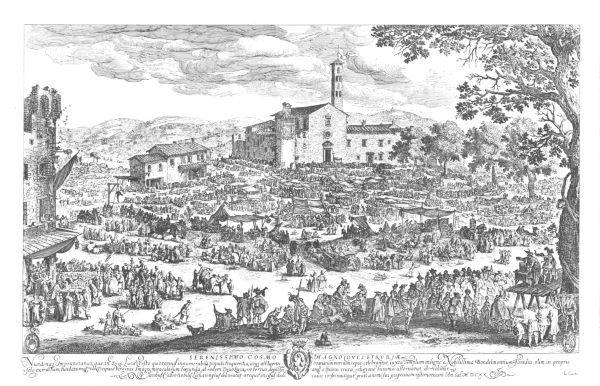
Jacques Callot, La Fiera dell'Impruneta, 1620

La basilica è stata bombardata durante la seconda guerra mondiale e molte delle decorazioni che si potevano vedere all'inizio del secolo scorso (particolarmente il soffitto) sono andate perdute o sono ancora in corso di restauro.
La facciata è preceduta da un portico di Gherardo Silvani del 1634, costruito dai fiorentini in ringraziamento ad un intervento della Madonna che avrebbe debellato la peste, e dalla torre campanaria (XIII secolo). L'interno ad una navata conserva opere di notevole pregio tra cui una Natività del Passignano e una Vocazione di S.Pietro dell'Andrea di Jacopo da Empoli. Di fianco al presbiterio due edicole di Michelozzo e decorate da Luca della Robbia conservano le reliquie della Vera Croce, quella di destra, e l'immagine della Madonna (spesso velata), quella di sinistra, che la tradizione assegna a San Luca Evangelista, patrono del paese. In controfacciata ha ripreso il suo posto, da pochi anni, la ricca Cantoria del XVIII secolo che ospitava l'organo del XVI secolo.
Secondo la leggenda, il dipinto fu ritrovato in un campo sito sul monte oggi noto come Monte delle Sante Marie. Tale doveva essere in origine il luogo scelto per l'edificazione del santuario. In realtà, stando alla leggenda, tutti i tentativi di costruzione della chiesa venivano vanificati da crolli improvvisi. Si decise quindi di far decidere alla Madonna stessa dove far costruire il suo santuario. Quindi il dipinto fu posto su un carro trainato da due buoi senza conducente. Gli animali furono fatti partire dalla cima di detto monte e dove si fermarono fu deciso di costruire il santuario.
La Madonna di Impruneta fu molto cara ai fiorentini e sono documentate molte traslazioni dell'immagine a Firenze fin dal XV secolo. Addirittura, nel 1711, fu proclamata compatrona della città di Firenze e dell'arcidiocesi, nonché liberatrice della Toscana dai flagelli che l'avevano colpita.
L'immagine è stata restaurata pesantemente, (in pratica ridipinta) da Ignazio Hugford nel 1758.
Notevoli anche i chiostri e l'annesso Museo del Tesoro di Santa Maria dell'Impruneta.

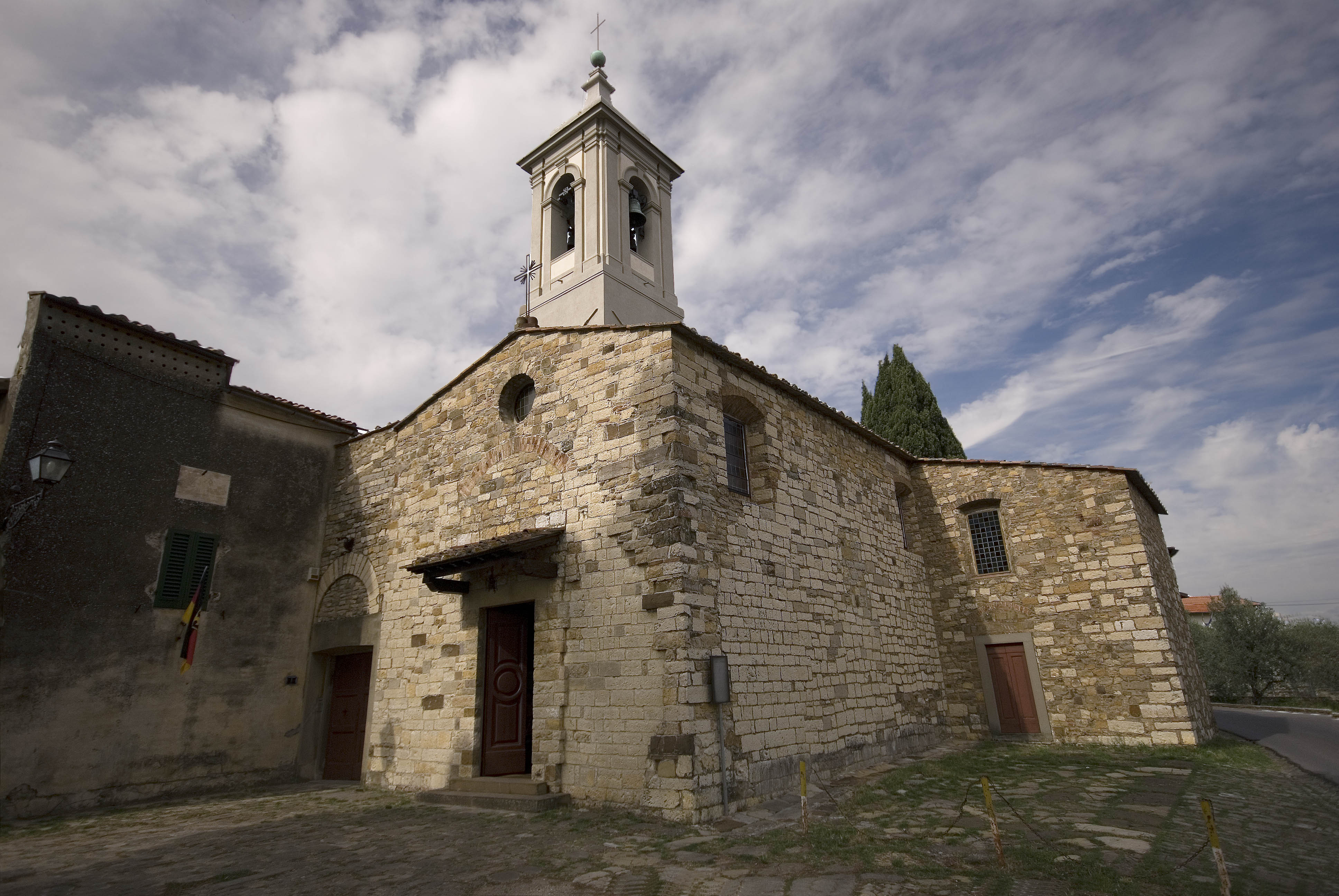
San Gersolè

#### Altre architetture religiose
- Chiesa di San Miniato a Quintole: Il portale di accesso è di epoca romanica. È stata più volte trasformata nel corso dei secoli, e poche tracce restano dell'edificio medievale. All'interno, nel braccio sinistro del transetto, conserva un frammento di affresco trecentesco raffigurante la Madonna col Bambino.
- Chiesa di San Lorenzo alle Rose: Pesantemente danneggiata durante la seconda guerra mondiale, è stata riaperta al culto nel 1957 e alla fine del XX secolo è stata restaurata. Presenta una semplice facciata a capanna preceduta da un portico su colonne toscane L'interno, ad unica navata è a pianta rettangolare, appare nella veste datole dopo i restauri del XVI secolo.
- Chiesa di San Michele a Nizzano: Si tratta di una suggestiva chiesa di campagna dall'architettura semplice di impronta barocca. Si segnala il caratteristico campanile a vela. A fianco della chiesa una fila di cipressi incornicia il piccolo cimitero.
- Chiesa di San Lorenzo a Colline: Di questa antica e graziosa chiesa si hanno notizie sin dal 1156. Nel secolo XIII ne ebbero patronato i Rossi d'Oltrarno e i Buondelmonti; la protezione passò in seguito ai Capitani di Parte e poi al Granducato. La chiesa custodisce al suo interno un magnifico polittico di Lorenzo di Niccolò, avente in mezzo la Madonna in trono col Bambino tra i santi Nicola di Bari, Lorenzo, Michele Arcangelo e Giuliano.
- Chiesa di San Pietro in Jerusalem: Dell'originaria costruzione mantiene solo poche tracce riscontrabili nella facciata e nel fianco meridionale. Lungo la fiancata settentrionale, in origine si doveva sviluppare un chiostro al quale si accedeva da un portale, allargato in epoca recente. L'interno ad unica navata presenta una copertura a capriate lignee e le pareti laterali sono stonacate. Le opere d'arte qui conservate sono una tela seicentesca raffigurante la Madonna col Bambino, e una tavola, pure seicentesca, con il Miracolo di San Pietro.
- Chiesa di San Stefano a Pozzolatico: All'esterno spicca soprattutto la torre campanaria che nella parte inferiore mantiene ancora l'originale paramento murario di epoca romanica. La facciata si presenta intonacata e molto semplice, sopra il portale è murato uno stemma in pietra. All'interno ad aula unica con altri laterali in pietra serena sono custodite diverse opere d'arte.
- Chiesa di San Martino a Bagnolo: La chiesa di San Martino a Bagnolo ha carattere seicentesco ma è ricordata fin dal 1076 come dipendente della pieve di Santa Maria, sotto il patronato prima di alcuni nobili longobardi, poi della famiglia Buondelmonti.
- Chiesa di San Pietro a Montebuoni: Già menzionata come San Pietro "de muliere mala" nel 1156, la chiesa fu retta dai Buondelmonti, poi dai Capitani di Parte e infine dallo stesso Granduca di Toscana. Ricostruita quasi certamente nel Trecento, oggi non conserva i lineamenti originari per i notevoli interventi successivi. Divenne prioria nel 1518. La presenza del fonte battesimale diede sempre più importanza alla piccola chiesa. Conserva all'interno una trecentesca Madonna col Bambino di Lorenzo di Bicci.
- Chiesa di San Cristoforo a Viciano: documentata già nel 1040, nel 1187 la chiesa dipende dalla pieve di Sant' Alessandro a Giogoli. Verso la metà del XVII secolo, la chiesa passò al convento carmelitano della Querciola a Chiesanuova presso Faltignano. È in questo periodo che vengono eretti gli altari laterali e quello maggiore, che ancora oggi custodisce una tela di Lorenzo Lippi con San Cristoforo con il Bambino, san Giovanni Battista ed il donatore Giovanni Morozzi (?). L'altare presenta un'iscrizione con la data 1655, che dovrebbe corrispondere più o meno alla data di esecuzione del dipinto, ed il nome dell'offerente, il priore Giovanni Morozzi, che è presumibilmente anche il committente della pala, in essa ritratto con vivido realismo[12].

### Architetture civili
- Villa Corsini a Mezzomonte: In questo luogo era esistita una fattoria fortificata sin da un'epoca molto antica, da alcuni datata intorno all'anno Mille, quando la proprietà apparteneva alla famiglia dei Buondelmonti. Di quell'epoca restano solo alcune mura, tra le quali quella meridionale dove si possono ancora riconoscere alcune merli incorporati nella parete. Nel Trecento venne costruita una prima abitazione signorile dalla famiglia Barducci Ottavanti, con un'architettura quadrangolare con cortile centrale, edificata con blocchi di "pietra forte", in mezzo a una collina (a "mezzo monte", da cui il nome). Lorenzo il Magnifico la acquistò nel 1480, ma la tenne solo due anni: Messer Bernardo del Nero la acquistò infatti nel 1482. Passata in seguito in eredità alla famiglia Ridolfi, essi la vendettero ai Panciatichi, che per primi iniziarono una vasta opera di trasformazione della villa in senso rinascimentale, verso il 1580. La villa da allora si staglia compatta sul panorama delle colline del Chianti, con una torretta rialzata (forse un retaggio dell'edificio trecentesco) e con le tipiche finestre inquadrate da cornici grigie che risaltano sull'intonaco bianco. Successivamente venne acquistata dal futuro cardinale Giovan Carlo de' Medici, fratello del granduca Ferdinando II, quando il rampollo di casa Medici aveva appena diciotto anni, nel 1629. A lui si deve la gran parte della decorazione interna della villa, affrescata da alcuni dei più importanti artisti fiorentini dell'epoca. Fu infatti realizzata una galleria decorata da affreschi e ampliato il lato dell'edificio verso Impruneta, dove esistono ancora alcuni soffitti intagliati dell'epoca. Anche il giardino sul lato est si è mantenuto grosso modo secondo lo schema decorativo realizzato in quel periodo. Nel 1644, il Cardinale Carlo de' Medici vendette la villa al Marchese Bartolomeo Corsini, figlio del senatore Neri Corsini, e da allora continua ad essere nel patrimonio dell'antica famiglia fiorentina. I Corsini realizzarono gran parte dei giardini, ed oggi, dopo essere stata accuratamente restaurata, è abitualmente abitata da alcuni discendenti, i quali aprono la loro villa per ricevimenti e altre manifestazioni speciali.
- Villa di Larderel: è una costruzione risalente alla seconda metà del Trecento situata a Pozzolatico di Impruneta. Nel sec. XVI apparteneva alla nobile famiglia fiorentina dei Ricci. Nel 1869 divenne la dimora della contessa di Mirafiori e di Fontanafredda, la famosa Bella Rosina che proprio nella cappella della villa si era unita in matrimonio morganatico con il re Vittorio Emanuele II. Nel 1837, con il passaggio di proprietà ai conti de Larderel, la villa venne ristrutturata sia all'interno che all'esterno. Nel 1872 vi fu celebrato il matrimonio fra Bianca Enrichetta de Larderel e il figlio del re Vittorio Emanuele II e della Bella Rosina, il conte Emanuele Alberto Guerrieri di Mirafiori. Nel Novecento divenne la dimora di Francesca Bertini, famosa attrice del cinema muto. Il corpo centrale, addossato alla villa, fu costruito negli anni Trenta dall'allora proprietaria Gioventù Italiana del Littorio. L'8 giugno 1949 il Ministero dei lavori pubblici approvò il progetto di trasformazione e completamento dell'ex Collegio GIL e l'intera struttura fu utilizzata per soddisfare le esigenze della Pro Infanzia Mutilata (divenuta poi Centro di Riabilitazione della Fondazione Pro Juventute Don Gnocchi) che vi fece ingresso il 1º ottobre 1951. È stato centro di riabilitazione fino alla fine degli anni Novanta.[13] Nella parte antica sono visibili ambienti con stucchi ed affreschi. La facciata è settecentesca. Attorno alla villa vi sono giardini che comprendono un cottage (in decadenza) e un laghetto artificiale.

- Scuola Elementare Ferdinando Paolieri: L'edificio viene commissionato dal podestà dell'Impruneta, Lelio Botti, all'ingegner Ferdinando Pietramellara. Un primo progetto viene presentato alla locale commissione il 20 marzo del 1930; nel giugno del 1930 questo riceve il parere favorevole del Genio civile ma non quello del Ministero dei lavori pubblici che richiede sostanziali modifiche all'impianto. Nell'ottobre del 1931 il progettista produce nuovi elaborati grafici che tengono conto delle richieste del ministero, approvati nel marzo successivo; ulteriori elaborati, riguardanti esclusivamente i fronti, vengono presentati nel settembre del 1932. Tra il 1932 ed il 1933 vengono definiti i capitolati, poi rivisti a seguito delle modifiche apportate. I lavori, avviati nell'estate del 1933, sono eseguiti dall'impresa Oddo Frati: a seguito di divergenze sopraggiunte con il progettista, il contratto viene rescisso e i lavori interrotti. Il cantiere viene riaperto nell'ottobre del 1934 e i lavori sono eseguiti dall'impresa Nervi e Bartoli. La nuova scuola è collaudata nel novembre del 1936 e ufficialmente inaugurata nel settembre dell'anno successivo.
- Cimitero americano dei Falciani: Iniziato a costruire nel 1949, quando vi vengono seppellite le prime salme, viene completato nel 1959 e ufficialmente inaugurato nel 1961. Gli architetti McKim, Mead e White di New York vengono incaricati della progettazione del cimitero e del memoriale, mentre gli architetti paesaggisti Clarke e Rapuano provvedono alla sistemazione delle aree verdi. Particolare dell'area cimiteriale. Il cimitero occupa una superficie di 28 ettari che in parte si estende nel territorio comunale di Impruneta, in località Falciani, e la restante parte ricade sotto l'amministrazione del comune di San Casciano Val di Pesa, in località Scopeti.
- Fornace Agresti: L'edificio, oggi restaurato, posto piedi del paese, conserva internamente l'antica articolazione. La struttura, significativa per il valore storico dell'insieme edilizio e per aver conservato attrezzi, stampi, modelli e forme dell'antica manifattura Agresti, è situata a mezza costa su una collina argillosa ed è costruita in mattoni e pietra con una loggia posta in corrispondenza della facciata d'ingresso. L'interno della fornace è organizzato su piani diversi e sovrapposti: al centro si trovano i due forni a legna, più in basso è il deposito del combustibile (fascine), presso il deposito dell'argilla. Durante la bella stagione, il lavoro si svolgeva nell'ampio loggiato e sull'aia; in inverno la formatura e l'essiccazione dei pezzi si effettuava invece nelle stanze vicine ai forni. La fornace risale ai primi anni del XVIII sec. quando gli Agresti, una delle più antiche famiglie di fornaciai, trasferirono qui la loro attività a seguito dell'esaurimento della precedente cava di via della Croce.

### Aree naturali
- Le Terme di Firenze, nonostante il nome, si trovano nella frazione dei Falciani. Le sorgenti, quattro in tutto, sorgono all'interno di un parco inserito nell'ambito di una casa di cura privata:
  - Fonte Antica (Acqua Cassia). Sgorga a circa 15 °C
  - Fonte Celeste. Sgorga a circa 12 °C
  - Pozzo Nº 1. Sgorga a circa 12-13 °C
  - Pozzo Nº 2. Sgorga a circa 12-13 °C

Sono quindi tutte fredde e di tipo salso-bromo-iodico-sulfurea.
Vi è inoltre una piscina termale che è alimentata dalle medesime sorgenti che danno all'acqua il caratteristico odore.

## Società

### Evoluzione demografica
Abitanti censiti

### Etnie e minoranze straniere
Secondo i dati ISTAT al 31 dicembre 2010 la popolazione straniera residente era di 1 444 persone. Le nazionalità maggiormente rappresentate in base alla loro percentuale sul totale della popolazione residente erano:
- Albania 334 2,24%
- Romania 238 1,60%
- Filippine 159 1,07%

## Cultura

### Cucina
- Si racconta che il famoso Peposo alla fornacina, ovvero uno stracotto abbondantemente pepato e piatto tipico della cucina fiorentina, sia nato proprio ad Impruneta. Gli operai, al mattino, accendevano le fornaci e mettevano a cuocere per ore ed ore un bel pezzo di manzo, la lunga cottura conferiva (e conferisce) una straordinaria morbidezza. Si dice che venisse offerto al Brunelleschi, quando soventemente si recava alle fornaci per seguire le realizzazioni del cotto da lui commissionato.

### Eventi

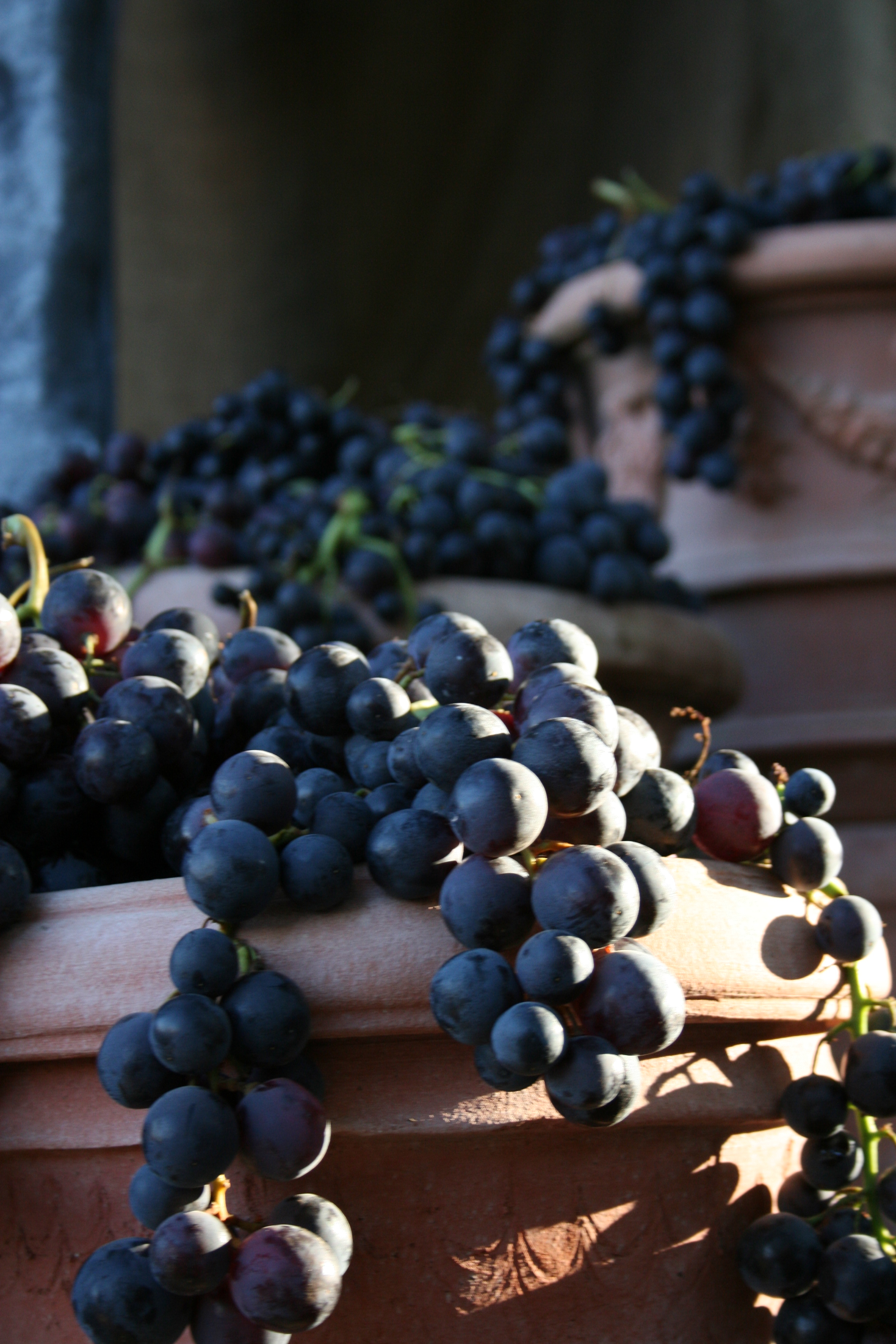
Cotto e uva

- La Festa dell'Uva è una gara tra rioni che si svolge l'ultima domenica di settembre. Nata nel 1926, richiama spettatori da tutta la Toscana. I quattro rioni in cui è diviso il comune (Fornaci, Sante Marie, S.Antonio e Pallò) presentano dei carri costruiti durante tutto il mese di settembre, con i quali vengono celebrati la vendemmia, l'uva ed il vino. Molto alto è il numero dei figuranti impegnati nelle coreografie che accompagnano le complesse macchine sceniche, e molte sono anche le persone che disegnano e cuciono i costumi per la sfilata dei carri. Durante il mese dei lavori i rionali si ritrovano tutte le sere a cena "al carro" dove mangiano, bevono vino e cantano le canzoni rionali.
- La Fiera di San Luca è una delle più antiche fiere di bestiame d’Europa. Si svolge nella settimana in cui cade il santo patrono di Impruneta (18 ottobre), San Luca evangelista. La Fiera di San Luca appare documentata per la prima volta in un editto datato 25 ottobre, emanato da Alessandro Marzi Medici (arcivescovo di Firenze dal 1605 al 1630) per disciplinare fiera e mercato. Questo documento ci dice che all’epoca la fiera esisteva già da tempo, se necessitava di essere disciplinata. Le origini si fanno risalire a mille anni fa, quando i pastori transumavano dall'Appennino alla Maremma e si fermavano a Impruneta per trattare i capi di bestiame con i mercanti. Era consuetudine per i pastori fare una sosta per vendere latte, formaggi, lana, e per una visita al santuario; gli Imprunetini a loro volta accoglievano i transumanti mostrando in piazza oggetti che avrebbero potuto far loro comodo, come scarpe, vestiti, utensili, vasi di quella terracotta particolare che sarebbe divenuta il Cotto dell’Impruneta, famoso in tutto il mondo. La fama della Fiera crebbe nel tempo al punto di richiamare, dalla città e dintorni, folle di visitatori, e non più solo mercanti e pellegrini, come testimoniano il dipinto di Filippo Napoletano della Galleria Palatina di Firenze (1618), e la splendida incisione del francese Jacques Callot conservata alla Biblioteca Nazionale Centrale di Parigi. Il Callot si era trasferito nel 1612 a Firenze, dove rimase per nove anni sotto la protezione di Cristina di Lorena. Questa splendida opera, realizzata nel 1620, è una delle incisioni più grandi (424×670 mm) che abbia realizzato, notevolissima per la struttura spaziale, la ricchezza dei dettagli, l'abbondanza di personaggi - più di 1100 figure - e scene. L’incisione di Jacques Callot è una delle più importanti e belle testimonianze dell’Impruneta e della sua fiera nella storia. La Fiera di San Luca si è ovviamente trasformata nel corso dei secoli ed oggi offre occasioni di incontri, eventi culturali e spettacoli d'intrattenimento. Il bestiame da lavoro è stato sostituito da moderni trattori, ma resta viva la parte dedicata alla contrattazione di animali da carne e cavalli da equitazione. Accanto alla dimensione agricola, oggi convivono un Luna Park per i più piccoli, manifestazioni sportive e culturali, oltre alle iniziative per la commercializzazione dei prodotti locali, e poi gare, esibizioni, mostre e il grande spettacolo pirotecnico finale.
- In occasione del solstizio d'estate, si svolge il Festival 7 Sois 7 Luas. È una Rete culturale di 30 città di 13 Paesi – Brasile, Capo Verde, Croazia, Francia, Grecia, Israele, Italia, Marocco, Portogallo, Romania, Slovenia, Spagna e Tunisia – che privilegia relazioni vive e dirette con i piccoli centri e con gli artisti. Un viaggio nel Mediterraneo e nel mondo lusofono: un viaggio fatto d'incontri. Vengono coinvolti nelle azioni di mobilità internazionale gli artisti, gli operatori culturali e gli spettatori. Un Festival che cerca le persone, non le piazze e i monumenti. Un Festival della creazione musicale: produce ogni anno una o più orchestre multiculturali. Promotore di turismo culturale: il pubblico può seguire il Festival nelle varie fermate del suo viaggio nel mondo lusofono e mediterraneo.
- Buongiorno Ceramica, che si svolge il primo week end di giugno, è una tre giorni alla scoperta della ceramica artistica e artigianale italiana, tra antiche tradizioni e nuove sensibilità.

## Economia
Olio, vino e cotto sono i prodotti che più caratterizzano la produzione locale.

### Agricoltura
Il comune è sede di numerose aziende agricole che si occupano di produzione vitivinicola e olivicola

### Artigianato
Il cotto ha qui una tradizione secolare; ne è prova che anche il Brunelleschi lo utilizzò per la sua cupola.
L'attività è specializzata lungo due direttrici principali:
- Industriale: con la produzione di pavimenti e laterizi per abitazioni a cui si affianca la nuova produzione di pareti ventilate e dei nuovi impasti in cui resine e quarzi si legano in modo innovativo alla tradizionale argilla.
- Artigianale: orci, vasi e oggetti di arredo creati con tecniche artigiane secondo la tradizione locale

La fortuna e fama della terracotta dell'impruneta è dovuta a una concomitanza di fattori quali la qualità dell'argilla, la presenza di importanti boschi che, in principio, erano la fonte di combustile delle varie fornaci e la fortunata posizione geografica, importante crocevia tra Firenze, Arezzo e Siena.
Da un documento del 23 marzo 1308 si apprende dell'esistenza, già allora, di una corporazione di 23 orciolai e mezzinai riunitasi con l'obiettivo di proteggere e controllare la qualità del prodotto.
Inoltre sono diffuse e rinomate le attività dell'intreccio del vimini e della paglia e dell'impagliatura eseguita con erbe palustri finalizzata a vari oggetti di vetro.

## Amministrazione
Di seguito è presentata una tabella relativa alle amministrazioni che si sono succedute in questo comune.
| Periodo           | Periodo           | Primo cittadino              | Partito                                                        | Carica      | Note   |
| ----------------- | ----------------- | ---------------------------- | -------------------------------------------------------------- | ----------- | ------ |
| 6 luglio 1985     | 12 giugno 1990    | Paolo Fantacci               | Partito Comunista Italiano                                     | Sindaco     | [ 16 ] |
| 12 giugno 1990    | 3 febbraio 1994   | Luciano Masini               | Partito Democratico della Sinistra, Partito Comunista Italiano | Sindaco     | [ 16 ] |
| 23 febbraio 1994  | 1º settembre 1994 | Maria Capezzuoli             | Partito Democratico della Sinistra                             | Sindaco     | [ 16 ] |
| 1º settembre 1994 | 21 novembre 1994  | Maria Laura Simonetti        |                                                                | Comm. pref. | [ 16 ] |
| 21 novembre 1994  | 30 novembre 1998  | Maria Capezzuoli             | Progressisti                                                   | Sindaco     | [ 16 ] |
| 30 novembre 1998  | 27 maggio 2003    | Maria Capezzuoli             | L'Ulivo                                                        | Sindaco     | [ 16 ] |
| 27 maggio 2003    | 15 aprile 2008    | Ida Beneforti Gigli          | centro-sinistra                                                | Sindaco     | [ 16 ] |
| 16 aprile 2008    | 28 maggio 2013    | Ida Beneforti Gigli In Paoli | Partito Democratico                                            | Sindaco     | [ 16 ] |
| 28 maggio 2013    | 10 giugno 2018    | Alessio Calamandrei          | Partito Democratico                                            | Sindaco     | [ 16 ] |
| 10 giugno 2018    | 14 maggio 2023    | Alessio Calamandrei          | Lista Civica Impruneta Comune Aperto (centrosinistra)          | Sindaco     | [ 16 ] |
| 15 maggio 2023    | in carica         | Riccardo Lazzerini           | Lista Civica Impruneta Rip@rti (centrosinistra)                | Sindaco     |        |

### Gemellaggi
- Prachatice
- Bellerive-sur-Allier
- Hadamar

## Sport
Ha sede nel comune la società di calcio A.S.D. Atletico Calcio Impruneta, fondata nel 2012, che ha disputato campionati dilettantistici regionali.